# Oklahoma City Blue 2016-2017
La stagione 2016-17 degli Oklahoma City Blue fu la 16ª nella NBA D-League per la franchigia.
Gli Oklahoma City Blue vinsero la Southwest Division con un record di 34-16. Nei play-off vinsero i quarti di finale con i Santa Cruz Warriors (2-1), perdendo poi in semifinale con i Rio Grande Valley Vipers (2-1).

## Roster
| N° | Naz.                   | Ruolo | Sportivo          | Anno | Alt. | Peso |
| -- | ---------------------- | ----- | ----------------- | ---- | ---- | ---- |
| 1  | Mali (bandiera)        | GA    | Boubacar Moungoro | 1994 | 198  | 86   |
| 2  | Stati Uniti (bandiera) | G     | Jannero Pargo     | 1979 | 185  | 84   |
| 4  | Stati Uniti (bandiera) | A     | Myke Henry        | 1992 | 198  | 95   |
| 6  | Stati Uniti (bandiera) | G     | Semaj Christon    | 1992 | 191  | 86   |
| 7  | Stati Uniti (bandiera) | GA    | Xavier Henry      | 1991 | 198  | 100  |
| 11 | Stati Uniti (bandiera) | GA    | Dez Wells         | 1992 | 196  | 98   |
| 12 | Stati Uniti (bandiera) | AC    | Solomon Jones     | 1984 | 208  | 111  |
| 14 | Stati Uniti (bandiera) | G     | Karrington Ward   | 1993 | 196  | 86   |
| 21 | Stati Uniti (bandiera) | G     | Alex Caruso       | 1994 | 196  | 83   |
| 22 | Stati Uniti (bandiera) | G     | Cameron Payne     | 1994 | 191  | 84   |
| 25 | Stati Uniti (bandiera) | GA    | Daniel Hamilton   | 1995 | 201  | 88   |
| 31 | Stati Uniti (bandiera) | A     | Kameron Woods     | 1993 | 206  | 91   |
| 33 | Stati Uniti (bandiera) | A     | Chris Wright      | 1988 | 203  | 103  |
| 34 | Stati Uniti (bandiera) | A     | Josh Huestis      | 1991 | 201  | 104  |
| 41 | Stati Uniti (bandiera) | C     | Kaleb Tarczewski  | 1993 | 213  | 113  |
| 44 | Stati Uniti (bandiera) | C     | Dakari Johnson    | 1995 | 213  | 116  |
| 55 | Stati Uniti (bandiera) | G     | Reggie Williams   | 1986 | 198  | 93   |

## Staff tecnico
- Allenatore: Mark Daigneault
- Vice-allenatori: David Akinyooye, Jarell Christian, Travon Bryant
- Preparatore atletico: Sebastien Poirier